# باول درابر
باول درابر (19 مايو 1972 في المملكة المتحدة - ) (بالإنجليزية: Paul Draper)‏ هو لاعب كريكت بريطاني. لعب مع Wiltshire County Cricket Club ‏.